# Еремієнь
Еремієнь, Еремієні (рум. Eremieni) — село у повіті Муреш в Румунії. Входить до складу комуни Берень.
Село розташоване на відстані 252 км на північ від Бухареста, 23 км на схід від Тиргу-Муреша, 100 км на схід від Клуж-Напоки, 113 км на північний захід від Брашова.

## Населення
За даними перепису населення 2002 року у селі проживали 227 осіб.
Національний склад населення села:
| Національність | Кількість осіб | Відсоток |
| -------------- | -------------- | -------- |
| угорці         | 213            | 93,8%    |
| цигани         | 13             | 5,7%     |

Рідною мовою назвали:
| Мова      | Кількість осіб | Відсоток |
| --------- | -------------- | -------- |
| угорська  | 218            | 96,0%    |
| циганська | 8              | 3,5%     |